# ITunes Festival: London 2012 (Ed Sheeran)
iTunes Festival: London 2012, noto anche come Ed Sheeran - iTunes Festival London 2012, è un EP live di Ed Sheeran, registrato a Londra durante l'iTunes Festival, e pubblicato dalla Warner Music UK solamente per il mercato digitale.

## Tracce
1. Drunk (Live) – 3:28
2. The A Team (Live) – 4:59
3. Small Bump (Live) – 4:40
4. Lego House (Live) – 4:10
5. Chasing Cars (feat. Gary Lightbody) (Live) – 5:04
6. You Need Me, I Don't Need You (Live) – 19:46
7. Chasing Cars (feat. Gary Lightbody) (Live - Video) – 5:04
8. The A Team (Live - Video) – 5:01

Durata totale: 52:12